# Secrétariat général du Gouvernement (Bénin)
Pour les articles homonymes, voir Secrétariat général du Gouvernement et SGG.
Le secrétariat général du Gouvernement (SGG) est un organe interministériel placé sous l'autorité du président de la république du Bénin, chargé de coordonner l'activité administrative du Gouvernement.
L'actuel secrétaire général du Gouvernement est Édouard Ouin-Ouro, en fonction depuis le 6 avril 2016.

## Historique
La loi-cadre Defferre de 1956 marque une étape importante pour les colonies françaises d'Afrique en instaurant notamment le suffrage universel qui permet à toute la population de ces territoires de participer aux élections locales. La loi établit des Conseils de Gouvernement, composés de ministres locaux, offrant une plus grande autonomie aux territoires d'outre-mer. Ainsi, la colonie du Dahomey se dote d'un Conseil de Gouvernement le 25 mai 1957 et d'un Gouvernement à partir du 26 juillet 1958,.
En votant favorablement au référendum constitutionnel français de 1958, le Dahomey gagne encore en émancipation, tout en maintenant des liens avec la France, et devient, le 4 décembre de cette même année, une république  autonome au sein de la Communauté française.
Afin de mieux coordonner son activité administrative et d'organiser les travaux du Conseil des ministres, le Gouvernement dahoméen crée, le 14 février 1959, le secrétariat général du Conseil des ministres. Cette entité change plusieurs fois de noms au gré des évènements qui jonchent l'histoire du pays ; elle devient, le 17 août 1968, le secrétariat général du Gouvernement.
Arrivé au pouvoir par un coup d'État en 1972, Mathieu Kérékou instaure un régime marxiste-léniniste en 1974 et rebaptise le pays en république populaire du Bénin en 1975 mais aussi progressivement les différentes institutions. Ainsi, il renomme le SGG, le 13 avril 1984, secrétariat général du Conseil exécutif national.
L'année 1990 marque le retour à la démocratie et à une nouvelle valse de dénominations ; en mars 1990, le nom du pays devient république du Bénin. Le 15 février 1995, Nicéphore Soglo, le nouveau président de la République, donne son appellation actuelle au secrétariat général du Gouvernement, effaçant les vestiges de l'époque communiste.

## Organisation
Le secrétariat général du Gouvernement est un organe interministériel, dont le siège est au palais de la Marina, à Cotonou. Il est sous l'autorité directe du président de la République.
Selon le décret no 2006-270 du 14 juin 2006, la structure du SGG est fixée comme suit :
- Secrétaire général du Gouvernement ;
- Secrétaires généraux adjoints ;
- Assistants du secrétaire général du Gouvernement et ses adjoints ;
- Service des réunions gouvernementales ;
- Service de la législation et de la réglementation ;
- Service de l'organisation et méthodes ;
- Service des emplois supérieurs ;
- Service de l'Administration et du matériel ;
- Service des archives ;
- Service du suivi de l'exécution des décisions du conseil des ministres ;
- Direction des archives nationales ;
- Direction du Journal officiel et de l'Imprimerie nationale ;
- Secrétariat particulier ;
- Secrétariat administratif.

## Missions et attributions
Le secrétariat général du Gouvernement joue un rôle central au sein de l'Administration ; il garantit la continuité, la transparence et l'efficacité de l'action publique. Il assure le secrétariat du Conseil des ministres, coordonne les activités gouvernementales, publie les actes officiels et fournit un appui juridique au Gouvernement. Les missions du SGG incluent également la pérennité et le bon fonctionnement du Gouvernement, le soutien administratif et logistique aux directives présidentielles et ministérielles, la préparation des circulaires et des instructions du président de la République, la centralisation des actes ministériels et la soumission des documents nécessaires à la prise de décision au Conseil des ministres.
Le secrétaire général du Gouvernement, à la tête du SGG, reçoit et gère la correspondance administrative du Gouvernement, incluant les arrêtés, les circulaires et les instructions. Il prépare et soumet à la signature du président de la République les projets de textes et en assure l'enregistrement, la publication et la notification. Il soumet les textes de lois votés à l'Assemblée nationale au président de la République pour promulgation. Il veille à la qualité des documents présentés au Conseil des ministres, organise et anime les réunions préparatoires, prépare les ordres du jour et rédige les comptes rendus. Il assure le suivi des décisions du Conseil des ministres et des instructions présidentielles, donne des avis sur les projets de textes et veille à la publication des textes de lois et de décrets au Journal officiel. Il est aussi le garant de la bonne conservation des archives du Conseil des ministres.
Le secrétaire général du Gouvernement est accompagné dans ses fonctions par trois adjoints. Le premier secrétaire général adjoint supervise le service des réunions gouvernementales et le service du suivi de l'exécution des décisions du Conseil des ministres, assurant ainsi la gestion des réunions et le suivi des décisions gouvernementales. Le deuxième secrétaire général adjoint coordonne le service de la législation et de la réglementation et le service des archives, garantissant la régularité des textes adoptés en Conseil des ministres et soumis au président de la République. Enfin, le troisième secrétaire général adjoint est responsable du service de l'organisation et méthodes et du service des emplois supérieurs, veillant à la bonne gestion des ressources humaines au sein de l'Administration.

## Liste des secrétaires généraux successifs
Cette liste présente les secrétaires généraux du Gouvernement depuis la création du SGG, le 14 février 1959.
| Secrétaire général            | Intitulé              | Date de nomination    | Fin de mandat         | Commentaires |
| République du Dahomey         | République du Dahomey | République du Dahomey | République du Dahomey | République du Dahomey |
| ----------------------------- | --------------------- | --------------------- | --------------------- | --- |
| Robert Conso                  | SGCM                  | 14 février 1959       |                       | |
| Bertrand Dagnon               | SGGO                  | ?                     | 15 mai 1963           | Au cours de l'année 1961, Bertrand Dagnon assure l'intérim de Robert Conso pendant un congé administratif de ce dernier. |
| Maurice Glèlè-Ahanhanzo       | SGGO                  | 15 mai 1963           |                       | Maurice Glèlè-Ahanhanzo est confirmé dans ses fonctions le 3 février 1964. |
| Stanislas Adotevi             | SGGO                  | ?                     | 25 janvier 1966       | |
| Léon Bopké                    | SGGO                  | 25 janvier 1966       | 22 juillet 1970       | |
| Germain Adjanohoun            | SGGO                  | 22 juillet 1970       |                       | |
| Edmond-Pierre Amoussou        | SGGO                  | 19 janvier 1973       | 20 août 1976          | |
| République populaire du Bénin |                       |                       |                       | |
| Valère Houeto                 | SGGO                  | 20 août 1976          | 7 juillet 1983        | |
| Cyrille Adissoda              | SGGO puis SGCEN       | 7 juillet 1983        | 21 novembre 1984      | |
| ?                             |                       |                       |                       | |
| Godfried Johnson              | SGCEN                 | 5 avril 1985          |                       | |
| République du Bénin           |                       |                       |                       | |
| Lambert Idjidina              | SGGO                  | 18 mai 1990           | 7 avril 2001          | Lambert Idjidina est confirmé dans ses fonctions le 31 octobre 1991 |
| ?                             |                       |                       |                       | |
| Ambroise Laleye               | SGGO                  | 15 juillet 2004       |                       | |
| Épiphane Nobime               | SGGO                  | 10 mai 2006           |                       | |
| Victor Topanou                | SGGO                  | 18 février 2008       |                       | |
| Ibraïma Soulemane             | SGGO                  | 20 octobre 2009       | 27 juin 2011          | |
| Eugène Dossoumou              | SGGO                  | 27 juin 2011          | 29 janvier 2014       | |
| Alassani Tigri                | SGGO                  | 29 janvier 2014       | 6 avril 2016          | |
| Édouard Ouin-Ouro.            | SGGO                  | 6 avril 2016          | En fonction           | Avant d'occuper son poste actuel, Édouard Ouin-Ouro est nommé, sous le mandat de Thomas Boni Yayi, secrétaire général de la présidence de la République, le 27 juin 2011. Le 25 mai 2021, Édouard Ouin-Ouro est confirmé dans ses fonctions de secrétaire général du Gouvernement. |